# Orion (Mythologie)

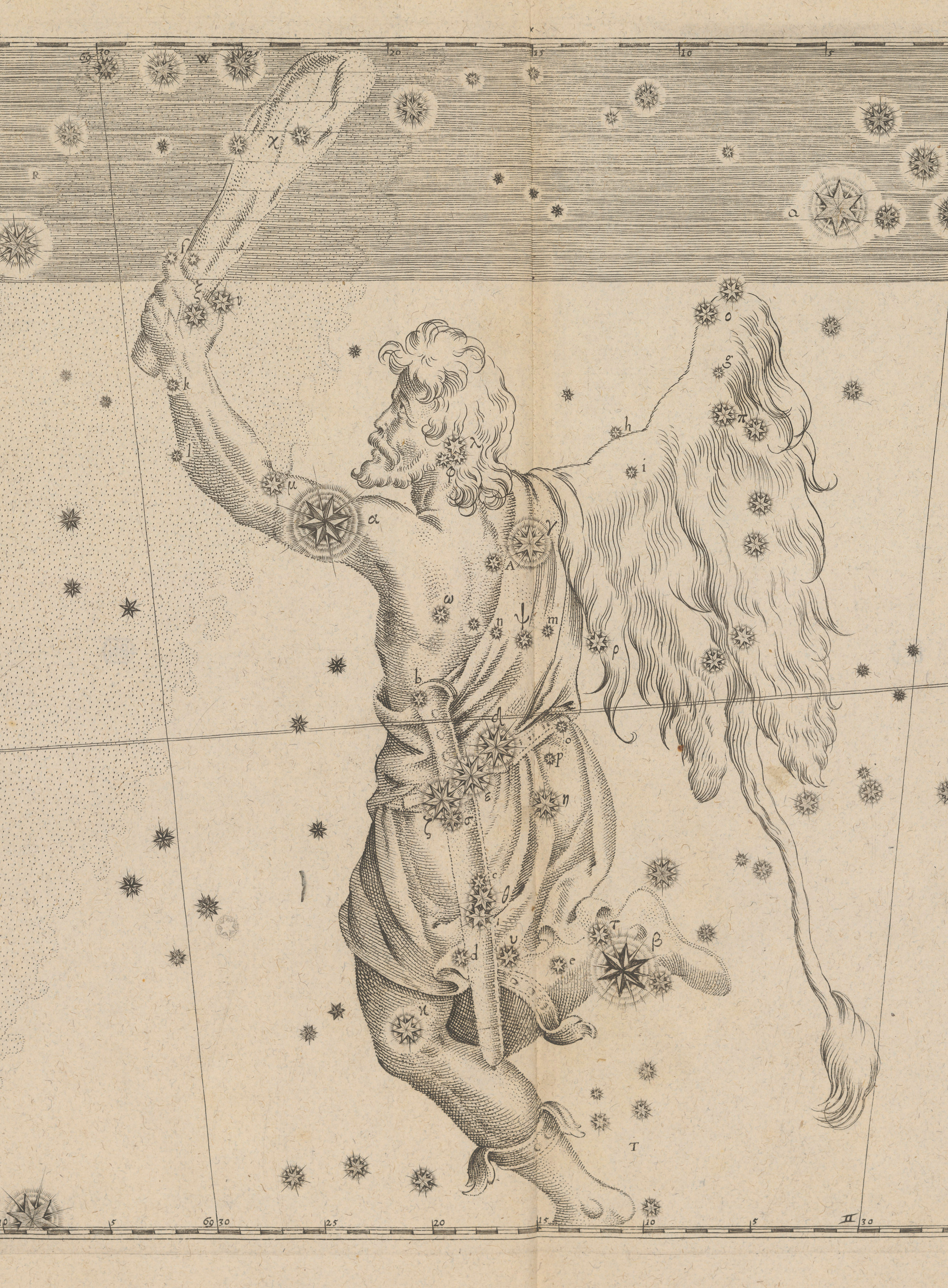
Orion als Sternbild. Illustration aus Johann Bayers Uranometria, 1603

Orion [oˈʀiːɔn] (altgriechisch Ὠρίων Ōríōn) ist ein riesenhafter, unter die Sterne versetzter Jäger der griechischen Mythologie.

## Mythos
Als riesiger und starker Jäger lebte er in Böotien und Kreta. Bei der Jagd wurde er von seinen Jagdhunden Sirius und Procyon begleitet, die auch am Himmel sein Sternbild (s. u.) umgeben. Die Angaben über seine Herkunft sind widersprüchlich: mal ist er der Sohn des Poseidon und der Euryale (nicht zu verwechseln mit der Gorgone Euryale), manchmal hat er gleich drei Väter, nämlich Poseidon, Zeus und einen dritten (Hermes oder Ares). Alle drei Götter sollen auf eine Stierhaut uriniert und so Orion gezeugt haben. Von Zeus hat er daher seine Vorliebe für erotische Abenteuer, und Poseidon vererbte ihm die Fähigkeit, über Wasser zu gehen.
Seine Gattin Side wurde von Hera in den Tartaros hinabgestoßen, da sie sich zu sehr ihrer Schönheit rühmte.

### Oinopionsage

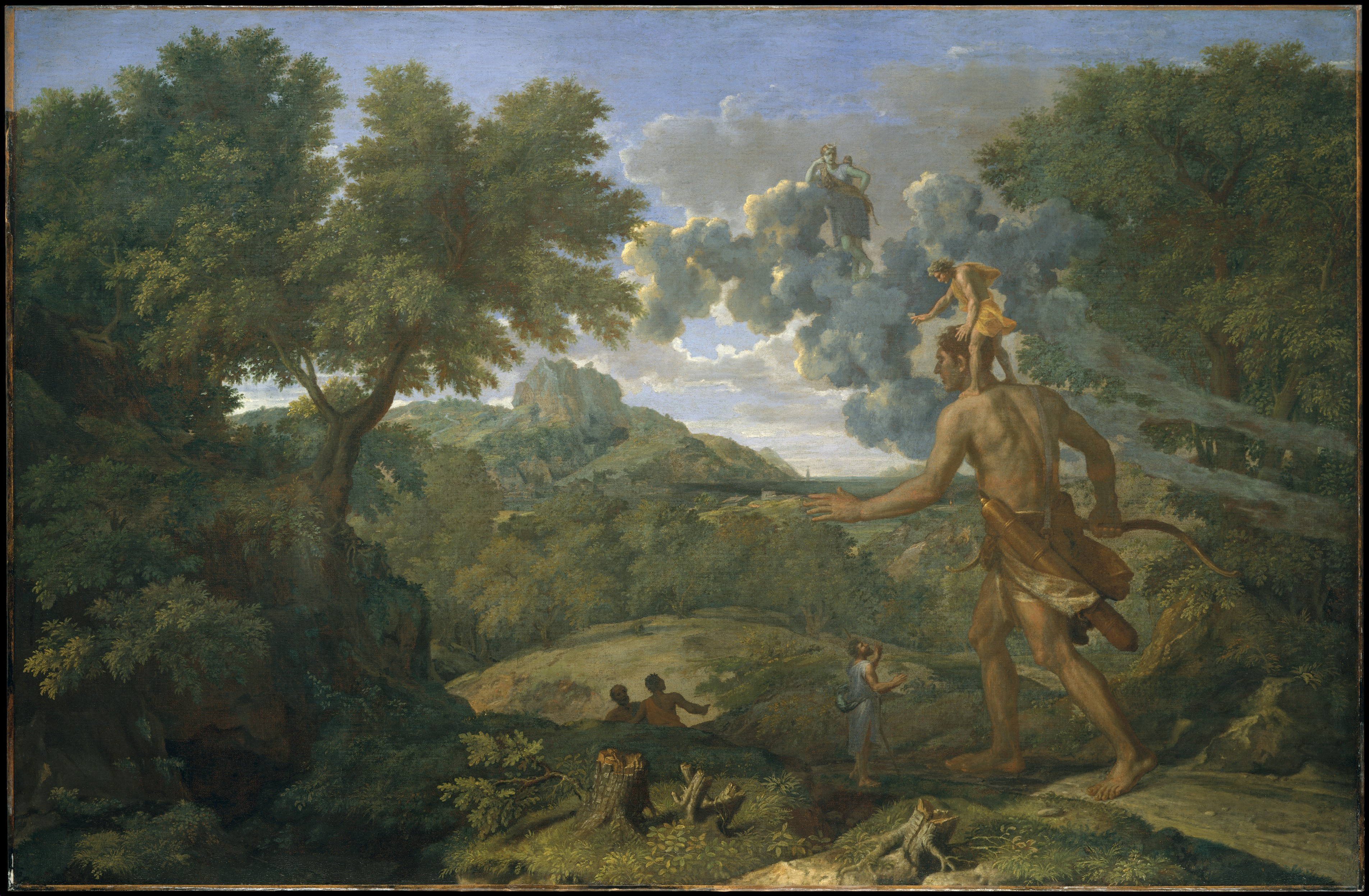
Der blinde Orion sucht den Sonnenaufgang. Landschaft mit Diana und Orion von Nicolas Poussin (1658)

Nach der Sage um Oinopion, einen Sohn des Weingottes Dionysos, verliebte sich dessen Tochter Merope in Orion, aber Oinopion stimmte der Vermählung nicht zu. Vor Wut vergewaltigte Orion sie, wofür ihm ihr Vater die Augen ausstach, nachdem er ihn mit Wein betrunken gemacht hatte. Hephaistos ermöglichte es Eos, der Göttin der Morgenröte, Orions Sehkraft wiederherzustellen, indem er ihm den Schmied Cedalion schickte, um ihn zum Sonnenaufgang zu führen. Orion schwor, Rache an Oinopion zu nehmen, aber Hephaistos half Oinopion und versteckte ihn unterirdisch, damit Orion ihn nicht finden konnte. Stattdessen ließ er sich Eos zuliebe auf der Insel Delos nieder. Eos verliebte sich in ihn, worauf er aus Eifersucht von Artemis mit Pfeilen getötet wird. Später versetzt Artemis den Jäger Orion aus Reue als Sternbild an den Himmel, wo er noch heute den schönen Plejaden nachstellt – die Plejaden gehen als Siebengestirn kurz vor Orion auf und unter.

### Jägersage
Eine andere Geschichte sieht Orion als einen übereifrigen Jäger, der alle wilden Tiere des Erdkreises töten wollte. Gaia (die Erde selbst), Artemis oder auch Hera brachten daraufhin einen Skorpion hervor, der Orion durch einen Stich tötete. Der Heiler Asklepios versuchte vergeblich ihn zu retten. Daraufhin wurden Orion und der Skorpion als Sternbilder in den Himmel versetzt, wo sie sich immer noch jagen. (Orions Sternbild ist in den Wintermonaten zu sehen, das des Skorpions zur Sommerzeit, beide gleichzeitig jedoch fast nie.) Auch Asklepios wurde als Sternbild Schlangenträger am Nachthimmel verewigt. Andere Varianten zu Orions Tod siehe unter Artemis.

### Artemissage
Eine weitere Sage gibt Orion als Sohn einer der Artemis zugehörigen Nymphen aus, die als Begleiterinnen der jungfräulichen Göttin der Jagd ebenfalls jungfräulich zu bleiben hatten. Das geht aber nicht, wenn Göttervater Zeus ein Auge auf ein weibliches Wesen geworfen hat. Als die Schwangerschaft offensichtlich wurde, verwandelte die Göttin der Jagd ihre Nymphe in eine Bärin. Sie gebar den Orion in Menschengestalt, der in einer Familie von Hirten aufgezogen wurde. Orion wuchs zu einem großen Jäger heran. Einstmals sei ihm bei der Jagd eine Bärin über den Weg gelaufen, ohne dass er seine Mutter erkannt habe. Die Bärin richtete sich auf den Hintertatzen auf und breitete ihre Vordertatzen aus, um ihren Sohn zu umarmen. Der verstand das als Angriff und erschoss die Bärin. Wegen dieser Mutter-Sohn-Tragödie wurden sowohl der Große Bär wie auch Orion an den Himmel versetzt.